# Дамир Мартин
Дамир Мартин (Вуковар, 14. јул 1988) хрватски веслачки репрезентативац, освајач сребрне олимпијске медаље и светски првак у четверац скулу, европски првак у скифу и вишеструки национални првак. Члан је веслачког клуба Трешњевка из Загреба. Тренери су му Драгутин Милинковић, Крешимир Петровић и Никола Бралић.
Мартинова веслачка каријера почела је 1999. године. Прво велико такмичење било је Светско јуниорско првенство 2005. где је у четверац скулу заузео четврто место, а годину дана касније на јуниорском Светском првенству у дубл скулу са Валентом Синковићем завршио је на другом месту иза данског чамца. На У-23 Светском првенству 2007, веслао је у скифу и постигао четврто место. На првенству света у веслању у 2007, учествовао са осмерцем и био 14. а на Европском првенству 2008 у са четверац скулом шести.
Године 2009. са Давидом Шајином на првој регати Светског купа на језеру Бањолес био четврти. За другу регату Светског купа у Минхену, веслао је у четверац скулу и победио. Од тада до Летњих олимпијских игара 2012. четврерац скул весла у саставу: Давид Шајин, Мартин Синковић, Дамир Мартин и Валент Синковић. Исте године на У-23 Светском првенству су први.
Са четверац скулом у 2010. освојио је све три регате Светског купа, победио на У-23 Светском првенству и Светском првенству на Новом Зеланду. Једини „кикс“ је био на Европском првенству када је био други.
Четверац скул је у 2011. у Светском купу заузео 2, 1 и 5. место, а на Светском првенству освојио је бронзану медаљу иза чамаца Аустралије и Немачке
Све три трке Светског купа 2012. је добио, а на Летњим олимпијским играма 2012. у Лондону освојио је сребрну медаљу иза немачког чамца. Успехе у овој години завршио је другим местом на Европском првенству у Варезеу у скифу.